# Torpeda Tp 45
Tp 45 (oznaczano początkowo jako Tp 43X2) – szwedzka torpeda elektryczna kalibru 400 mm.
W maju 1990 roku szwedzka marynarka wojenna zamówiła zmodyfikowaną wersję torpedy Tp 43 przeznaczona dla projektowanych okrętów typu A19 Gotland. Modyfikacji uległa głowica bojowa i napęd.
Nowa głowica bojowa została wyposażona w nowoczesny układ samonaprowadzania zunifikowany z analogicznym układem ciężkiej torpedy Tp 62. Może on pracować w trybie pasywnym, aktywnym i aktywno-pasywnym. Nowy jest także komputer sterujący torpedą dzięki czemu możliwa stała się bardziej zaawansowana obróbka sygnałów odbieranych przez głowice bojową. Istnieje możliwość śledzenia kilku celów jednocześnie i eliminacji zakłóceń. Typowy kabel łączący torpedę z nosicielem zastąpiono światłowodem dzięki czemu możliwe jest przesyłanie znacznie bardziej skomplikowanych komend z okrętu do torpedy. Unowocześniono także zapalnik torpedy, a ładunek głowicy bojowej wyposażono we wgłębienie kumulacyjne, które zwiększa prawdopodobieństwo przebicia kadłuba sztywnego okrętu podwodnego.
Modyfikacja napędu ograniczyła się do zastosowania akumulatorów srebrowo-cynkowych o większej pojemności dzięki czemu wzrósł zasięg torpedy przy identycznej prędkości maksymalnej.

## Dane taktyczno techniczne
- Długość: 2,8 m
- Masa: 310 kg
- Masa głowicy: ?? kg
- Zasięg: 20 km przy prędkości 30 w.